# Lungomare

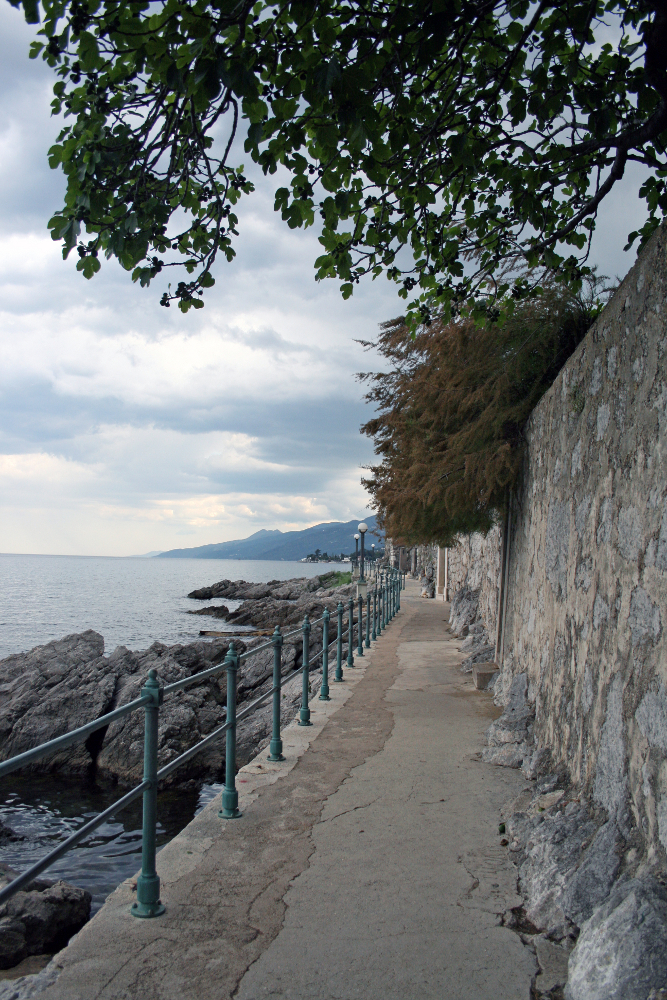

O Lungomare é um caminho de passeio em Opatija, Croácia, localizado junto ao mar, de Preluka a Lovran numa distância de aproximadamente 12 quilómetros passando por Volosko, Ičići, Ika e Opatija.
O caminho começou a ser construído em 1885 ao mesmo tempo da abertura dos primeiros hotéis em Opatija (Grand Hotel Kvarner, 1884 e do Hotel Imperial, 1885).  Foi conectado com Lovran em 1911.
Ao longo do percurso foram erguidos monumentos a pessoas famosas que estiveram no Opatija: o escritor Henryk Sienkiewicz, o médico Theodor Billroth e o General Józef Piłsudski.